# Wyn Davies
Ronald Wyn Davies (født 20. marts 1942 i Caernarfon, Gwynedd, død juli 2025) var en professional fodboldspiller fra Wales, der i 1960'erne og 1970'erne spillede over 500 Football League-kampe. Han spillede også kampe for Wales.